# Changan Raeton CC
La Changan Raeton CC (睿骋 CC) è un'autovettura prodotta dalla casa automobilistica cinese Chang'an Motors dal 2017.

## Descrizione

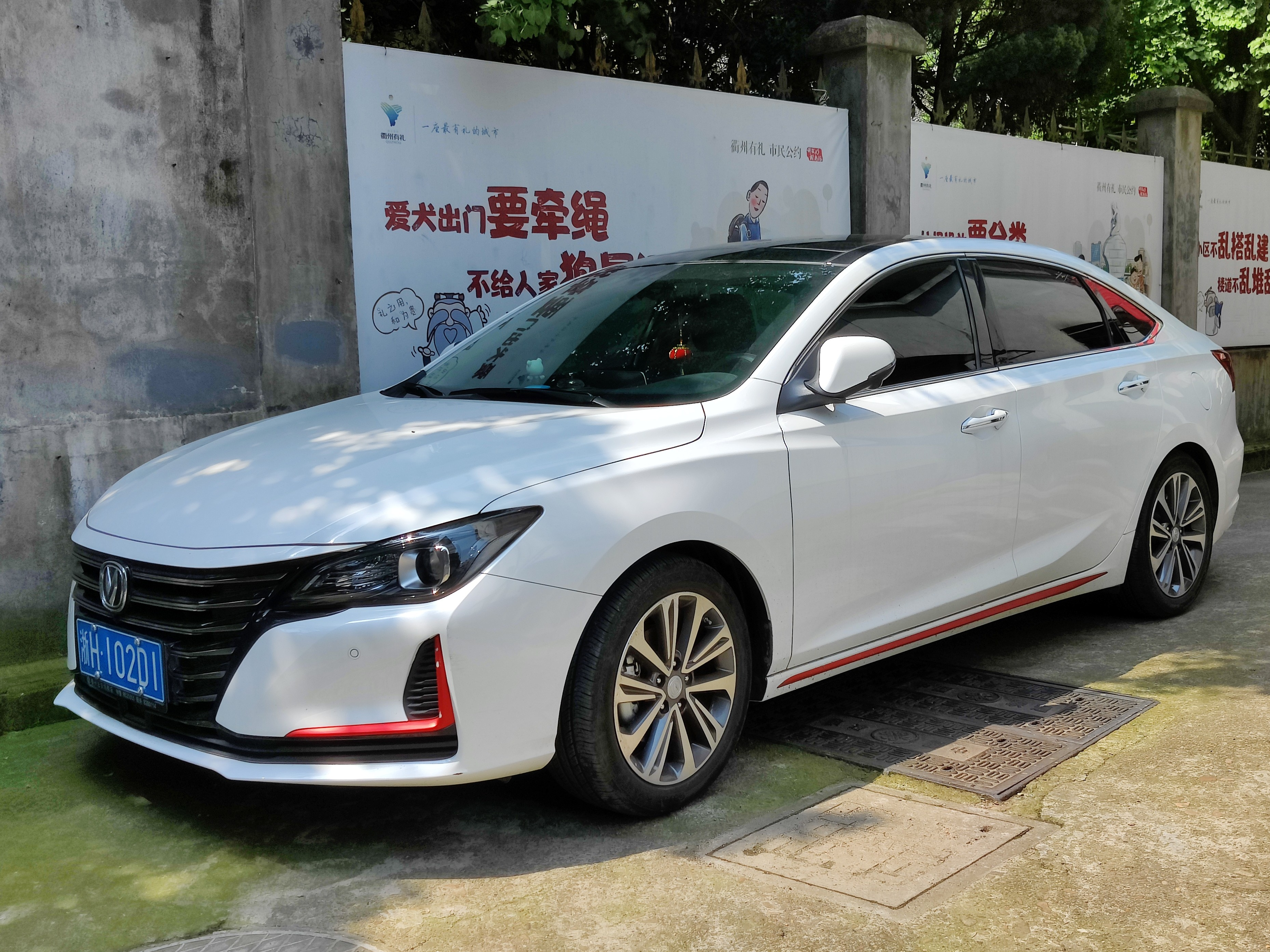
Raeton CC Restyling

La vettura è stata anticipata dalla concept car denominata "Changan Raeton CC", che è stata presentata al Salone dell'auto di Shanghai 2015.
La versione della Raeton CC per la produzione in serie è stata realizzata su una piattaforma diversa dalla normale Raeton ed è leggermente più piccola, posizionandosi sotto la normale berlina Raeton. La vettura è stata disegnata e progettata presso il centro stile di Torino.
La Raeton CC è stata sviluppata su una piattaforma chiamata P3. La vettura è spinta da un motore turbo benzina turbo quattro cilindri da 1,5 litri con 155 CV e 225 Nm, abbinato a un cambio manuale o a un cambio automatico a sei marce. A livello meccanico, la Raeton CC presenta sospensioni anteriori indipendenti con montanti MacPherson e del tipo multi-link al posteriori.

### Restyling 2020
Il 18 ottobre 2019 è stata lanciata la versione restyling della Changan Raeton CC. Il modello aggiornato ha un nuovo nome cinese pronunciato come Ruicheng CC (锐程). La versione aggiornata presenta una parte anteriore rivista con un nuovo frontale caratterizzato da una griglia paraurti e fari, con la lunghezza dell'auto che è aumentata di 20 mm mentre il gruppo propulsore rimane invariato.